# 赵禁
赵禁，中华人民共和国政治人物、外交官。
1971年，接替谢邦治，担任中华人民共和国驻保加利亚大使。1975年，由孟钺接任。